# Strandfogedgården
Strandfogedgården, eller Jens Thomsens Gård, är en privatägd gård i Rubjerg i Hjørrings kommun i Nordjylland i Danmark.
Gården kallas Strandfogedgården eftersom den har varit bostad för områdets strandfogde från 1860-talet till 1992. Jens Thomsens Gård kallas den efter den tidigare ägaren Jens Thomsen, som övertog gården efter sin far 1838 och bodde där till 1896.
Platsen har varit bebyggd sedan 1724, då en tomt avstyckades till klockarbostad. Det bodde klockare på platsen till 1814, då klockartjänsten avskaffades i samband med införande av den nya skollagen och en skola uppfördes i byn Rubjerg. Gården övertogs då av Thomas Pedersen, far till Jens Thomsen, och har sedan gått i arv i flera generationer. 
Strandfogedgården var mellan 2006 och 2019 utställningslokal för Vendsyssel Historiske Museums utställning om Rubjerg Knudes natur- och kulturhistoria.

## Byggnaden
Ursprungligen på 1720-talet uppfördes ett korsvirkeshus med sex fack som boningshus och ett jordhus som ladugård för en ko och sex får.
Huset utvidgades 1853 till 19 fack och blev 32 meter långt, 6,5 meter brett mot väster och 5 meter mot öster. Den västra halvan av huset var den nybyggda med murbruk på väggarna, medan resten var lerslammat. Huset hade stråtak. Husets ena del var bostad och den andra delen var stall och ladugård, dass och lada.  
År 1935 byggdes gården om och utökades och fick en mer än dubbelt så stor besättning. År 1945 fanns där tre hästar, åtta kor, tio kvigor, 20 grisar och fyra får.